# Hydra 70

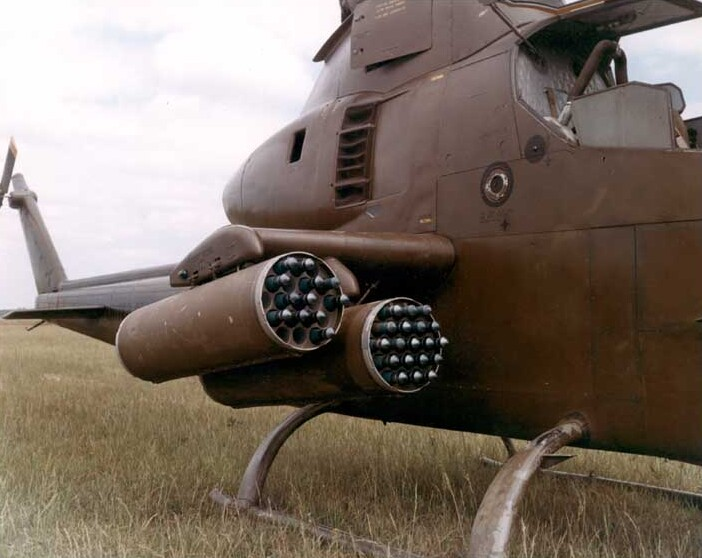
19-зарядний блок M261 з НАР на пілоні Bell AH-1 Cobra.

Hydra 70 (з англ. «Гідра») — американська 70-мм некерована авіаційна ракета. Виробляється компанією General Dynamics. НАР «Hydra-70» призначена для знищення техніки і живої сили противника.

## Опис

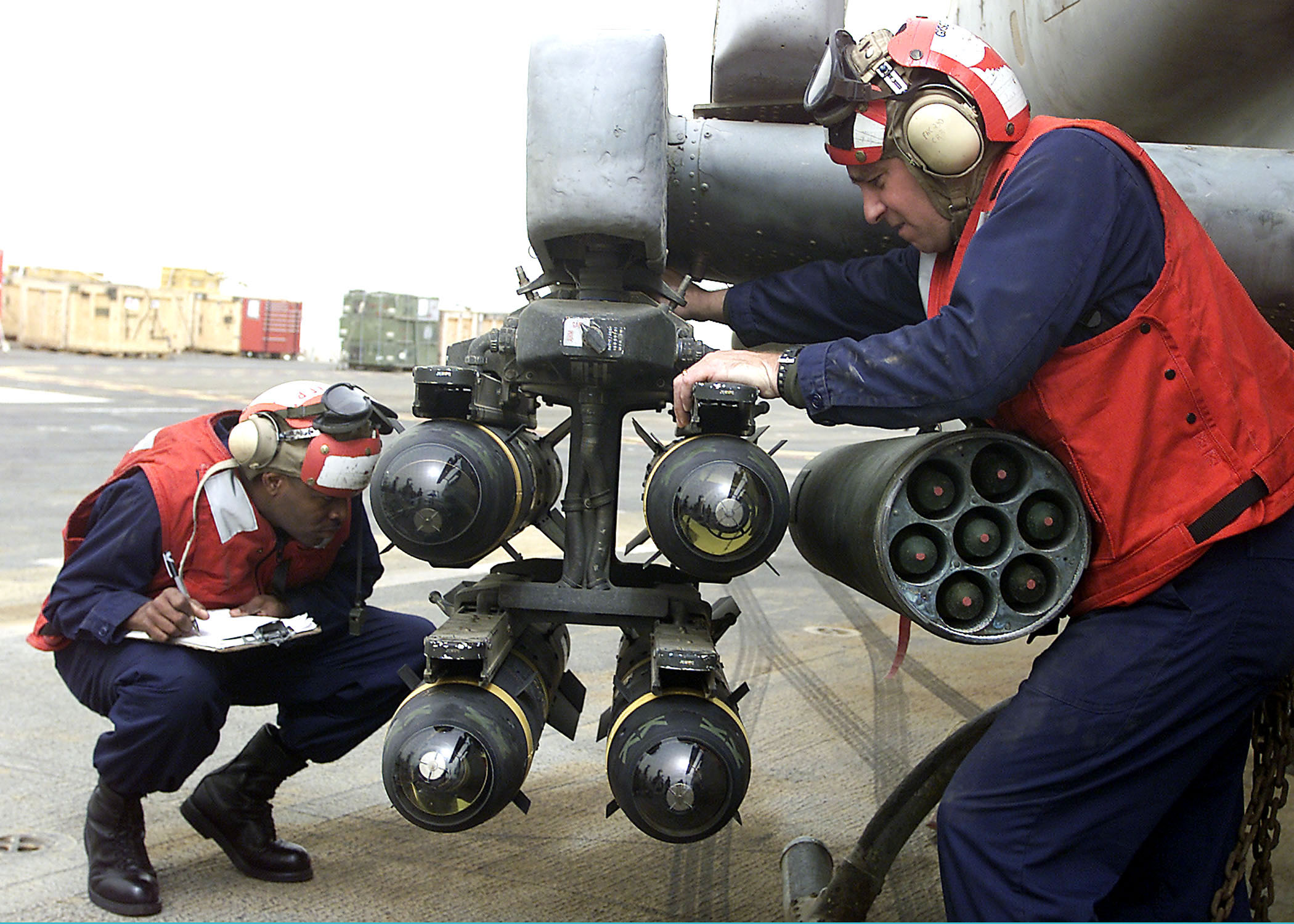
7-зарядний блок M260 з НАР «Hydra 70» на підвісці AH-1W SuperCobra.

Hydra 70 є розвитком ракети 2.75-inch Mk 4/Mk 40 Folding-Fin Aerial Rocket, яка була розроблена ВМС США наприкінці 1940-х. Mk 40 використовували під час Корейської та В'єтнамської воєн. Її використовували для ближньої авіаційної підтримки наземних військ з приблизно 20 різних вогневих платформ, з літаків і вертольотів.
Особливою відмінністю Hydra був двигун Mk. 66, що мав метальний заряд із більшим прискоренням, 5940 Н (Mod 2/3) 6290 Н (Mod 4). Кілі Mk 40 поверталися вперед після того як ракета виходила з пускової труби, але у Гідри вони вигнуті, щоб відповідати зовнішньому діаметру ракетного фюзеляжу і поверталися убік, щоб відкритися, що більше нагадує ракету WAFAR (Wrap-Around Fin Aerial Rocket), а не на FFAR (folding-fin aerial rocket).
Для покращення стабільності до того як кілі відкриються, сопла чотирьох двигунів мають нахил під невеликим кутом, щоб надати ракеті здатність обертатися ще у пусковій трубі.
Зараз ракетні блоки Гідра є стандартним озброєнням вертольотів OH-58D(R) Kiowa Warrior та AH-64D Apache Longbow, а також вертольота AH-1 Cobra КМП США.

### Варіанти двигунів Mk 66
| Позначення  | Опис |
| ----------- | --- |
| Mk 66 Mod 0 | 70 мм (2.75 in) WAFAR універсальний двигун; загальний двигун для серії ракет GD Hydra 70; оригінальний прототип; для армії США                                       |
| Mk 66 Mod 1 | Mk 66 варіант; серійний варіант; для армії США |
| Mk 66 Mod 2 | Mk 66 Mod 1 варіант; захист HERO (Hazards of Electromagnetic Radiation to Ordnance — Шкідливий Електромагнітний Радіаційний вплив на Зброю); для ВМС та ВПС США      |
| Mk 66 Mod 3 | Mk 66 Mod 1 варіант; захист HERO; Mk 66 Mod 2 для армії США |
| Mk 66 Mod 4 | Mk 66 Mod 2/3 варіант; включає в себе Сольовий стрижень для зменшення вихлопних газів; для всіх служб                                                                |
| Mk 66 Mod 5 | Mk 66 Mod 4 варіант; продування метального заряду під час збою |
| Mk 66 Mod 6 | Mk 66 Mod 4/5 варіант; пристосування для зниження тенденції потрапляння вторинних пускових газів у двигун ЛА, звідки зроблено пуск, в першу чергу з вертольота AH-64 |

## Служба
Родина ракет Hydra 70 (70 мм) 2.75 inch має багато функцій. Боєголовки призначені для знищення матеріальної частини, живої сили і придушення. Ракети Hydra 70 також можна використовувати для постановки димового захисту, освітлення і як тренувальні боєголовки. Ракети Hydra 70 загалом відомі за свої типи боєголовок або ракетні двигуни, Mk 66 на службі військ США.

### Сполучені Штати
У армії США ракети Hydra 70 встановлені на вертольоти AH-64A Apache та AH-64D Apache Longbow у пускових установках M261 з 19-пусковими трубами і на OH-58D Kiowa Warrior з 7-трубними пусковими установками M260. У КМП США пускові установки M260 або M261 встановлені на вертоліт AH-1 Cobra і на запланований AH-1Z Viper, залежно від завдань. M260 і M261 використовуються з двигунами серії Mk 66, який замінив серію Mk 40. Mk 66 має зменшену вагу системи і дистанційний детонатор. Hydra 70 також запускалися з UH-60 та AH-6.
AH-1G Cobra та UH-1B «Huey» використовували різні пускові установки в тому числі семитрубний M158 і 19-трубний M200 розроблений для ракетних двигунів Mk 40; проте, ці моделі були замінені покращеними варіантами у КМП США тому, що вони не були сумісні з двигунами Mk 66. Ракетна система Hydra 70 також використовуються у ВМС США і у ВПС США.

### Сумісні з Mk 66 пускові установки

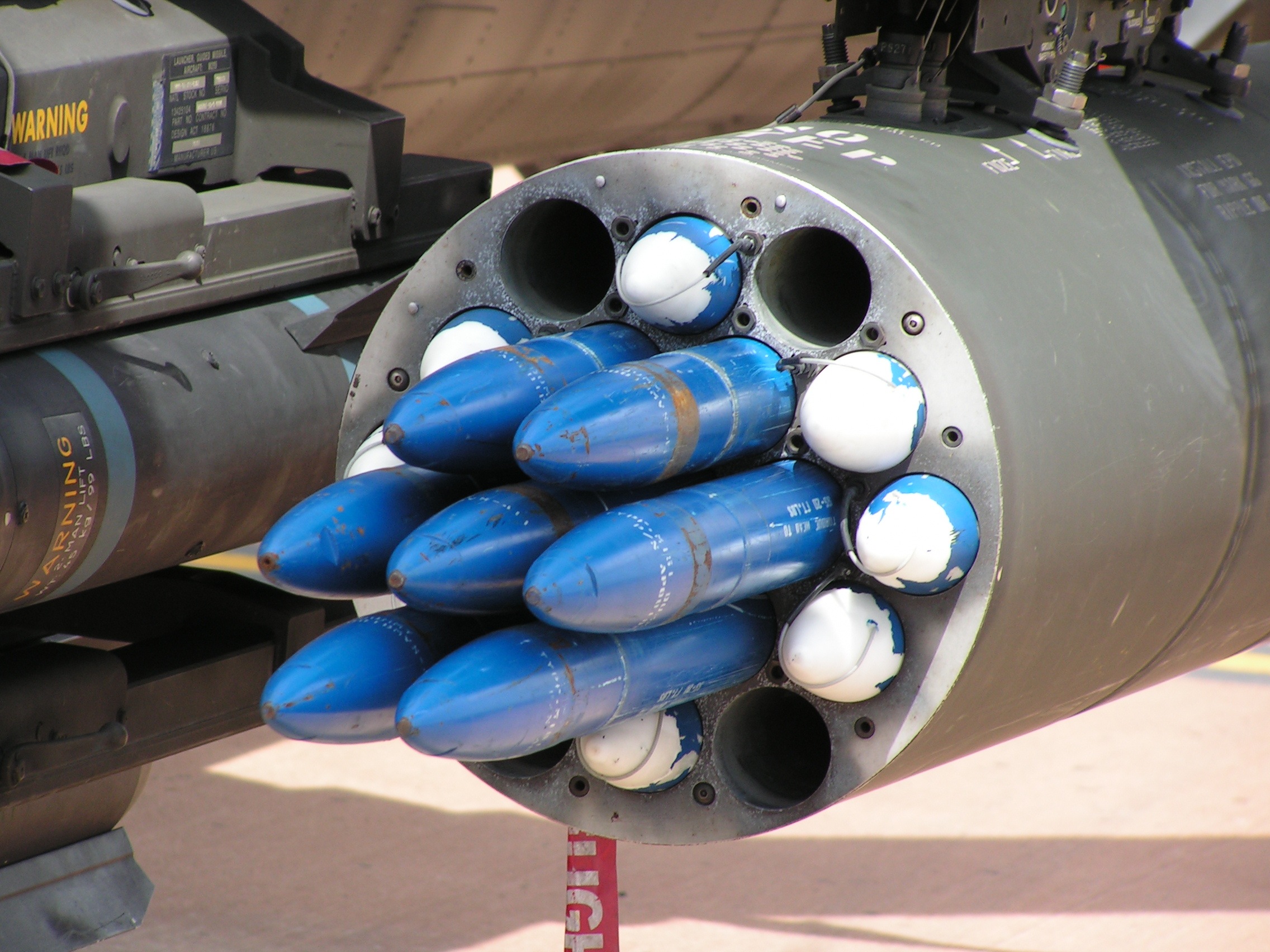
Ракети Hydra 70 у ПУ M261 на нідерландському AH-64 Apache. Носові обтікачі деяких ракет білого кольору (ракети коротші і вставлені у ПУ за допомогою центральних з'єднувачів) тому, що в них інший тип боєголовки і детонатора.

| Позначення | Опис |
| ---------- | --- |
| M260       | 7-Трубний LWL (Легка ПУ) |
| M261       | 19-Трубний LWL (Легка ПУ) |
| LAU-130/A  | 19-Трубний ПУ |
| LAU-131/A  | 7-Трубний ПУ |
| LAU-68D/A  | 7-Трубний варіант LAU-68C/A; сумісний з ракетним двигуном Mk 66; зовнішнє теплозахисне покриття; ПУ підтримує одиночну і залпову стрільбу  |
| LAU-61C/A  | 19-Трубний варіант LAU-61B/A; сумісний з ракетним двигуном Mk 66; зовнішнє теплозахисне покриття; ПУ підтримує одиночну і залпову стрільбу |

## Боєголовки
Боєголовки Hydra 70 розділені на три категорії:
- Унітарні боєголовки з ударним детонатором або дистанційнім мультиопціональним детонатором
- Транспортні боєголовки для повітряного вибуху, з детонатором який налаштовується за допомогою концепції «стіна-у-просторі» або фіксовані детонатори.
- Тренувальні боєголовки.

### Варіанти детонаторів
| #  | Позначення       | Опис                                                                           | Дистанція зведення детонатора, прискорення або час                                                                                |
| -- | ---------------- | ------------------------------------------------------------------------------ | --- |
| 1  | M423             | Носове монтування, Точка детонації для низькошвидкісних платформ (вертольотів) | 47 до 102 ярди (43 до 93 м) |
| 2  | M427             | Носове монтування, Точка детонації для високошвидкісних платформ               | 197 до 466 ярдів (180 до 426 м)                                                                                                   |
| 3  | XM436            | Повітряний вибух, затримка згоряння двигуна                                    | |
| 4  | XM438/M438       | Носове монтування, Точка детонації                                             | |
| 5  | M440             | Точка детонації                                                                | |
| 6  | Mk 352 Mod 0/1/2 | Точка детонації                                                                | |
| 7  | M429             | Приблизний повітряний вибух                                                    | |
| 8  | M433             | Носове монтування, Ємкісний опір                                               | ДужеШвидкий (PD) 11 до 49 ярдів (10 до 45 м) Затримка 5,5 ярда (5,0 м) включаючи збільшення 3,3 ярда (3,0 м) Бетонобійний варіант |
| 9  | M439             | Базове монтування, Ємксіний опір, Вибірковий відстріл ракет                    | Відстріл на дистанції 547 та 7 874 ярди (500 та 7 200 м) (766 до 7 546 ярдів [700 до 6 900 м] на AH-1) 27Gs                       |
| 10 | M442             | Повітряний вибух, Затримка згоряння двигуна                                    | Відстріл пасток 3 281 ярд (3 000 м), 17-22 g потрібно для наведення                                                               |
| 11 | M446             | Базове монтування, Повітряний вибух, Затримка згоряння двигуна                 | |
| 12 | Model 113A       | Базове монтування, Повітряний вибух, Затримка згоряння двигуна                 | |

### Загальні боєголовки
| Позначення  | Опис                                                           | Вага                                | Заряд                                              | Тип детонатора                     | Варіанти детонації           |
| ----------- | -------------------------------------------------------------- | ----------------------------------- | -------------------------------------------------- | ---------------------------------- | ---------------------------- |
| M151        | Фугас (HEPD) '10 pounder'                                      | 8,7 фунта (3,9 кг) (без детонатора) | 2,3 фунта (1,0 кг) Comp B-4 HE                     | M423                               | 1,2,5,7,8                    |
| M156        | Білий фосфор (WP)                                              | 9,65 фунта (4,38 кг)                | 2,2 фунта (1,00 кг) WP                             | M423 M429                          | 1,2,6,7                      |
| M229        | Фугас (HEPD); витягнутий M151 '17 pounder'                     | 17,0 фунта (7,7 кг) (Детонатор)     | 4,8 фунта (2,2 кг) Comp B-4 HE                     | M423                               | 1,2,6,7                      |
| XM245       | Касетний боєприпас можливо модернізований XM80/XM99            |                                     | 32 XM100 CS картеч                                 |                                    | 3                            |
| M247        | Кумулятивний (HEAT)/кумулятивний подвійного призначення (HEDP) | 8,8 фунта (4,0 кг)                  | 2,0 фунта (0,91 кг) Comp B HE                      | M438 PD                            | 4 (вмонтований у боєголовку) |
| M255        | APERS (протипіхотна) боєголовка                                |                                     | 2500 28 гранів (1,8 г) флешетти                    |                                    | 9                            |
| M255E1/A1   | Боєголовка з флешетт                                           | 14,0 фунта (6,4 кг)                 | 1179 60 гранів (3,9 г) флешетти                    | M439                               | 9                            |
| M257        | Освітлювальна на парашуті                                      | 11,0 фунта (5,0 кг)                 | Одна M257 ракета яскравістю 1 млн кандел           | M442                               | 10 (вбудована у боєголовку)  |
| M259        | Білий фосфор (WP)                                              |                                     |                                                    |                                    | 9                            |
| M261        | Багатоцільова касетна (MPSM)                                   | 13,5 фунта (6,1 кг)                 | 9 M73 (Гранада) Касетні                            | M439 з M84 електричним детонатором | 9                            |
| M264        | Червоний фосфор (RP) Димова                                    | 8,6 фунта (3,9 кг)                  | 72 RP Pellets                                      | M439                               | 9                            |
| M267        | MPSM Практична                                                 | 13,5 фунта (6,1 кг)                 | Три маркування SM, 6 металевих ваг                 | M439 з M84 електричним детонатором | 9                            |
| M274        | Практична (Димова)                                             | 9,3 фунта (4,2 кг)                  | 2 унції (57 г) перхлората калію і порошку алюмінію | M423                               | 1                            |
| M278        | Інфрачервона (IR) освітлювальна на парашуті                    | 11,0 фунта (5,0 кг)                 | Один M278 ІЧ факел                                 | M442                               | 10 (вбудований у боєголовку) |
| Mk 67 Mod 0 | Білий фосфор (WP)                                              |                                     |                                                    |                                    | 1,2,6,7                      |
| Mk 67 Mod 1 | Червоний фосфор (RP)                                           |                                     |                                                    |                                    | 1,2,6,7                      |
| WTU-1/B     | Практичний                                                     | 9,3 фунта (4,2 кг)                  | Неактивний                                         | Нема                               | Нема                         |
| WDU-4/A     | Боєголовка APERS                                               | 9,3 фунта (4,2 кг)                  | 96 флешетт невідомої ваги                          |                                    | 12 (вбудовано у боєголовку)  |
| WDU-4A/A    | Боєголовка APERS                                               | 9,3 фунта (4,2 кг)                  | 2205 20 гранів (1,3 г) флешетт                     |                                    | 12 (вбудовано у боєголовку)  |

ПРИМІТКА: Деякі боєголовки призначені для старого двигуна Mk 40, але більшість може робити з двигуном Mk 66, якщо оновлені або модернізовані версії відсутні. Проте це не було необхідно, оскільки нині існує величезна кількість модернізованих моделей.

## Технічні дані ракетного двигуна Mk 66
Вага: 13,6 фунта (6,2 кг)
Довжина: 41,7 дюйма (1 060 мм)
Час горіння: 1.05–1.10 сек
Середнє прискорення (77 °F):
- 1,335 lb (Mod 2/3)
- 1,415 lb (Mod 4)

Дальність горіння двигуна:
1 300 футів (400 м)
Швидкість:
2,425 фут/с (0,739 м/с)
Швидкість обертання: 10 обертів/сек, 35 обертів/сек після виходу з ПУ
Дулова швидкість:
148 фут/с (45 м/с)
Прискорення:
- 60–70 g (початкова)
- 95–100 g (кінцева)

Ефективна дальність:
547 до 8 749 ярдів (500 до 8 000 м) в залежності від БЧ і пускової платформи
Максимальна дальність:
11 483 ярди (10 500 м) при оптимальних умовах

## Високоточні Hydra 70
Було кілька спроб переробити ракети Hydra 70 у високоточну зброю з більшою точністю, але меншою вартістю, ніж інші керовані ракети. Сюди входять:
- Advanced Precision Kill Weapon System компанії BAE Systems (APKWS) II
- Low-Cost Guided Imaging Rocket ВМС США (LOGIR)
- Direct Attack Guided Rocket від Lockheed Martin (DAGR)
- Guided Advanced Tactical Rocket – Laser від ATK/Elbit (GATR-L)
- Raytheon TALON
- Roketsan Cirit
- Thales Group Roquette à Précision Métrique (RPM).[6]

Перші випробування APKWS пройшли у березні 2012, і TALON почали серійно вироблятися для ЗС ОАЕ у вересні 2014.

## Оператори

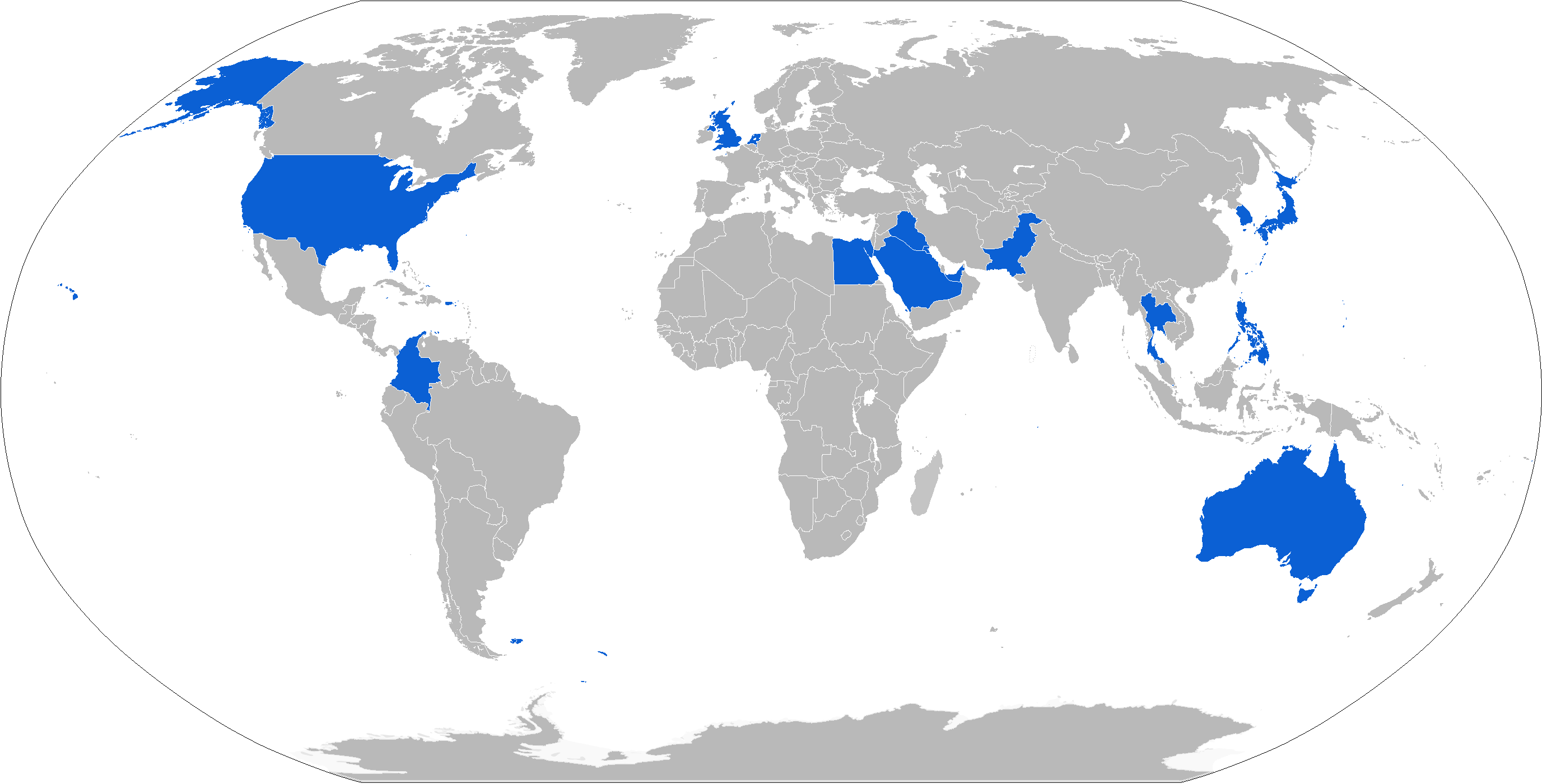
Мапа операторів Hydra 70

- Австралія
- Єгипет
- Ірак
- Кувейт
- Пакистан
- Філіппіни,[9] ПУ змонтовані на AS-211 «Warrior» тренувальних літаках, SF-260 легких штурмовиках та вертольотах 520MG Defender.[9]
- Саудівська Аравія
- Сінгапур
- Південна Корея
- Таїланд
- Об'єднані Арабські Емірати
- Україна — 3 травня 2023 року оголошена майбутня поставка для ЗСУ, у складі чергового пакету допомоги від США.

### Україна
За офіційними даними станом на 7 липня 2023 року Україна отримала понад 7000 ракет Hydra 70 від Сполучених Штатів.
Наприкінці липня 2023 року було поширене відео заряджання ракет Hydra 70 в пускові контейнери M261 встановлені на вертольоти Мі-24В отримані раніше від Чехії.
На той час було відомо про використання Україною керованої модифікації APKWS II з наземних пускових установок.